# Chung kết Giải vô địch bóng đá Đông Nam Á 2018
Trận chung kết giải vô địch bóng đá Đông Nam Á 2018 là trận đấu cuối cùng trong giải đấu bóng đá hàng đầu của Hiệp hội các quốc gia Đông Nam Á (ASEAN) lần thứ 12 được tổ chức bởi Liên đoàn bóng đá Đông Nam Á (AFF). Trận đấu này diễn ra theo thể thức hai lượt trận, với trận đấu lượt đi tại sân vận động Quốc gia Bukit Jalil ở Kuala Lumpur vào ngày 11 tháng 12 năm 2018, trong khi trận lượt về được tổ chức tại sân vận động Quốc gia Mỹ Đình ở Hà Nội vào ngày 15 tháng 12 năm 2018.
Đội tuyển Việt Nam đã giành chiến thắng với tổng tỷ số 3–2 sau hai lượt trận để có lần thứ hai trong lịch sử giành chức vô địch Đông Nam Á sau đúng 10 năm, kể từ lần đầu tiên vào năm 2008. Đây là một trong số nhưng thành tích nổi bật của huấn luyện viên Park Hang-seo đối với bóng đá Việt Nam, và đồng thời được bình chọn là một trong số 10 sự kiện tiểu biểu của Việt Nam trong năm 2018. Trận đấu này còn được dư luận Hàn Quốc quan tâm rất nhiều do huấn luyện viên Park Hang-seo vào thời điểm đó đang dẫn dắt đội tuyển Việt Nam.

## Bối cảnh
Giải vô địch bóng đá Đông Nam Á 2018 diễn ra từ ngày 8 tháng 11 đến ngày 15 tháng 12 năm 2018, giải đấu này là lần tổ chức thứ 12 của giải đấu bóng đá hàng đầu của của các quốc gia thuộc Liên đoàn bóng đá Đông Nam Á (AFF) và Hiệp hội các quốc gia Đông Nam Á (ASEAN), và là lần thứ 6 dưới tên gọi AFF Suzuki Cup. Đây là lần đầu tiên trong lịch sử bóng đá khu vực, giải đấu có 10 đội tuyển quốc gia tham dự, và được tổ chức theo thể thức thi đấu mới, với vòng bảng diễn ra theo thể thức sân nhà–sân khách thay cho thể thức tập trung tại hai quốc gia chủ nhà từ năm 2002.
Dựa trên những thành tích trước đây, Malaysia đã từng vào trận chung kết Giải vô địch bóng đá Đông Nam Á 3 lần (1996, 2010 và 2014) trong khi Việt Nam đã từng vào trận chung kết Giải vô địch bóng đá Đông Nam Á 2 lần (1998 và 2008). Lần cuối hai bên gặp nhau là vào ngày 16 tháng 11 năm 2018 ở vòng bảng của Giải vô địch bóng đá Đông Nam Á 2018 cách đây không lâu. Dựa trên bảng xếp hạng mới nhất được công bố bởi bảng xếp hạng thế giới FIFA vào ngày 29 tháng 11 năm 2018, Malaysia được xếp hạng 167, trong khi Việt Nam được xếp hạng 100. Cả hai đội đã từng giành được chức vô địch đầu tiên của họ tại giải đấu, với Việt Nam vô địch vào năm 2008 và Malaysia vào năm 2010.

## Đường đến trận chung kết
Ghi chú: Trong tất cả các kết quả dưới đây, tỷ số của đội lọt vào chung kết được đưa ra trước (H: sân nhà; A: sân khách).
| VT | Đội       | ST | Đ  |
| -- | --------- | -- | -- |
| 1  | Việt Nam  | 4  | 10 |
| 2  | Malaysia  | 4  | 9  |
| 3  | Myanmar   | 4  | 7  |
| 4  | Campuchia | 4  | 3  |
| 5  | Lào       | 4  | 0  |

| VT | Đội       | ST | Đ  |
| -- | --------- | -- | -- |
| 1  | Việt Nam  | 4  | 10 |
| 2  | Malaysia  | 4  | 9  |
| 3  | Myanmar   | 4  | 7  |
| 4  | Campuchia | 4  | 3  |
| 5  | Lào       | 4  | 0  |

Cả Malaysia và Việt Nam đều được xếp vào bảng A của Giải vô địch bóng đá Đông Nam Á 2018. Sau khi thắng ba và hòa một ở các trận đấu bảng, Việt Nam kết thúc ở vị trí nhất bảng. Malaysia kết thúc ở vị trí nhì bảng để tiến vào vòng đấu loại trực tiếp của giải đấu. Trận thắng đầu tiên của Việt Nam là trước Lào với tỷ số 3–0. Kể từ đó, họ tiếp tục hành trình bằng cách đánh bại Malaysia 2–0 và hòa 0–0 với Myanmar trước khi đánh bại Campuchia 3–0. Việt Nam tiến vào vòng bán kết để đối mặt với đội nhì bảng B là Philippines. Ở trận lượt đi tại Bacolod, Việt Nam thắng 2–1 trước khi giành chiến thắng ở trận lượt về tại Hà Nội cũng với tỷ số 2–1 cùng pha ghi bàn chuộc lại sai sót gây ảnh hưởng đến cả Đông Nam Á ở trận lượt đi của tiền đạo Công Phượng để quyết định thắng lợi và lọt vào chung kết với tổng tỷ số 4–2. Malaysia thắng trận đầu tiên của họ trước Campuchia với tỷ số 1–0 trước khi đánh bại Lào 3–1 mặc dù thua Việt Nam 0–2, họ lọt vào vòng bán kết sau khi đánh bại Myanmar 3–0. Ở vòng bán kết, Malaysia đối mặt với đội nhất bảng B và cũng là đương kim vô địch của giải đấu là Thái Lan. Ở trận lượt đi tại Kuala Lumpur, họ hòa 0–0 trước khi đội tuyển Thái Lan có quả đá phạt đền vọt xà ngang trong những giây cuối cùng mang lại kết quả hòa 2–2 ở trận lượt về tại Băng Cốc để kết thúc trận đấu với tổng tỷ số 2–2, lọt vào chung kết nhờ luật bàn thắng sân khách.

## Các trận đấu

### Lượt đi
| Malaysia                            | 2–2                             | Việt Nam                               |
| ----------------------------------- | ------------------------------- | -------------------------------------- |
| Shahrul Saad 36' · Safawi Rasid 61' | Chi tiết (AFFSZ) Chi tiết (AFF) | Nguyễn Huy Hùng 22' · Phạm Đức Huy 25' |

| Malaysia | Việt Nam |

| TM               | 1  | Farizal Marlias         |     |     |
| HV               | 3  | Shahrul Saad            |     |     |
| HV               | 17 | Irfan Zakaria           |     |     |
| HV               | 21 | Nazirul Naim            | 28' | 41' |
| HV               | 2  | Amirul Azhan            |     | 60' |
| TV               | 12 | Akram Mahinan           |     |     |
| TV               | 14 | Syamer Kutty Abba       | 62' |     |
| TV               | 11 | Safawi Rasid            |     |     |
| TV               | 13 | Mohamadou Sumareh       |     |     |
| TĐ               | 8  | Zaquan Adha Radzak (c)  | 38' |     |
| TĐ               | 9  | Norshahrul Idlan Talaha |     | 71' |
| Thay người:      |    |                         |     |     |
| HV               | 5  | Adam Nor Azlin          | 53' | 41' |
| TĐ               | 18 | Syafiq Ahmad            | 65' | 60' |
| TV               | 19 | Akhyar Rashid           |     | 71' |
| Huấn luyện viên: |    |                         |     |     |
| Tan Cheng Hoe    |    |                         |     |     |

| TM               | 23 | Đặng Văn Lâm       |       |     |
| HV               | 21 | Trần Đình Trọng    | 90+2' |     |
| HV               | 28 | Đỗ Duy Mạnh        | 17'   |     |
| HV               | 3  | Quế Ngọc Hải (c)   |       |     |
| TV               | 29 | Nguyễn Huy Hùng    |       |     |
| TV               | 15 | Phạm Đức Huy       |       | 76' |
| TV               | 5  | Đoàn Văn Hậu       | 59'   |     |
| TV               | 8  | Nguyễn Trọng Hoàng |       |     |
| TĐ               | 13 | Hà Đức Chinh       |       | 53' |
| TĐ               | 20 | Phan Văn Đức       |       | 86' |
| TĐ               | 19 | Nguyễn Quang Hải   |       |     |
| Thay người:      |    |                    |       |     |
| TĐ               | 22 | Nguyễn Tiến Linh   |       | 53' |
| TĐ               | 14 | Nguyễn Công Phượng |       | 76' |
| TV               | 16 | Đỗ Hùng Dũng       |       | 86' |
| Huấn luyện viên: |    |                    |       |     |
| Park Hang-seo    |    |                    |       |     |

| Cầu thủ xuất sắc nhất trận đấu: Safawi Rasid (Malaysia) Trợ lý trọng tài: Ronnie Koh Min Kiat (Singapore) Bambang Syamsudar (Indonesia) Trọng tài thứ tư: Muhammad Taqi (Singapore) |

| Thống kê       | Malaysia | Việt Nam |
| -------------- | -------- | -------- |
| Bàn thắng      | 2        | 2        |
| Tổng số cú sút | 8        | 15       |
| Sút trúng đích | 4        | 4        |
| Kiểm soát bóng | 58%      | 42%      |
| Phạt góc       | 4        | 3        |
| Phạm lỗi       | 20       | 15       |
| Việt vị        | 0        | 2        |
| Thẻ vàng       | 5        | 3        |
| Thẻ đỏ         | 0        | 0        |

### Lượt về
| Việt Nam          | 1–0                             | Malaysia |
| ----------------- | ------------------------------- | -------- |
| Nguyễn Anh Đức 6' | Chi tiết (AFFSZ) Chi tiết (AFF) |          |

| Việt Nam | Malaysia |

| TM               | 23 | Đặng Văn Lâm          | 9'  |       |
| HV               | 21 | Trần Đình Trọng       | 19' |       |
| HV               | 3  | Quế Ngọc Hải (c)      |     |       |
| HV               | 28 | Đỗ Duy Mạnh           | 53' |       |
| HV               | 5  | Đoàn Văn Hậu          | 53' |       |
| HV               | 8  | Nguyễn Trọng Hoàng    | 16' |       |
| TV               | 16 | Đỗ Hùng Dũng          |     | 90+3' |
| TV               | 29 | Nguyễn Huy Hùng       | 29' |       |
| TV               | 20 | Phan Văn Đức          |     | 71'   |
| TV               | 19 | Nguyễn Quang Hải      |     |       |
| TĐ               | 11 | Nguyễn Anh Đức        |     | 81'   |
| Thay người:      |    |                       |     |       |
| HV               | 12 | Nguyễn Phong Hồng Duy |     | 71'   |
| TĐ               | 13 | Hà Đức Chinh          |     | 81'   |
| TV               | 6  | Lương Xuân Trường     |     | 90+3' |
| Huấn luyện viên: |    |                       |     |       |
| Park Hang-seo    |    |                       |     |       |

| TM               | 1  | Farizal Marlias         |           |     |
| HV               | 3  | Shahrul Saad            | 36' 90+5' |     |
| HV               | 7  | Aidil Zafuan Radzak     | 9'        | 76' |
| HV               | 6  | Syazwan Andik           |           |     |
| HV               | 4  | Syahmi Safari           |           |     |
| TV               | 12 | Akram Mahinan           |           | 85' |
| TV               | 14 | Syamer Kutty Abba       | 40'       |     |
| TV               | 11 | Safawi Rasid            |           | 83' |
| TV               | 13 | Mohamadou Sumareh       |           |     |
| TĐ               | 8  | Zaquan Adha Radzak (c)  | 80'       |     |
| TĐ               | 9  | Norshahrul Idlan Talaha |           |     |
| Thay người:      |    |                         |           |     |
| TĐ               | 18 | Syafiq Ahmad            | 79'       | 76' |
| TV               | 19 | Akhyar Rashid           |           | 83' |
| TĐ               | 10 | Shahrel Fikri           |           | 85' |
| Huấn luyện viên: |    |                         |           |     |
| Tan Cheng Hoe    |    |                         |           |     |

| Cầu thủ xuất sắc nhất trận đấu: Nguyễn Quang Hải (Việt Nam) Trợ lý trọng tài: Reza Ebrahim Sokhandan (Iran) Reza Mansouri (Iran) Trọng tài thứ tư: Jansen Foo (Singapore) |

| Thống kê       | Việt Nam | Malaysia |
| -------------- | -------- | -------- |
| Bàn thắng      | 1        | 0        |
| Tổng số cú sút | 10       | 13       |
| Sút trúng đích | 3        | 5        |
| Kiểm soát bóng | 42%      | 58%      |
| Phạt góc       | 1        | 8        |
| Phạm lỗi       | 12       | 19       |
| Việt vị        | 2        | 0        |
| Thẻ vàng       | 6        | 5        |
| Thẻ đỏ         | 0        | 1        |

Việt Nam thắng với tổng tỷ số 3–2.

## Sau trận đấu

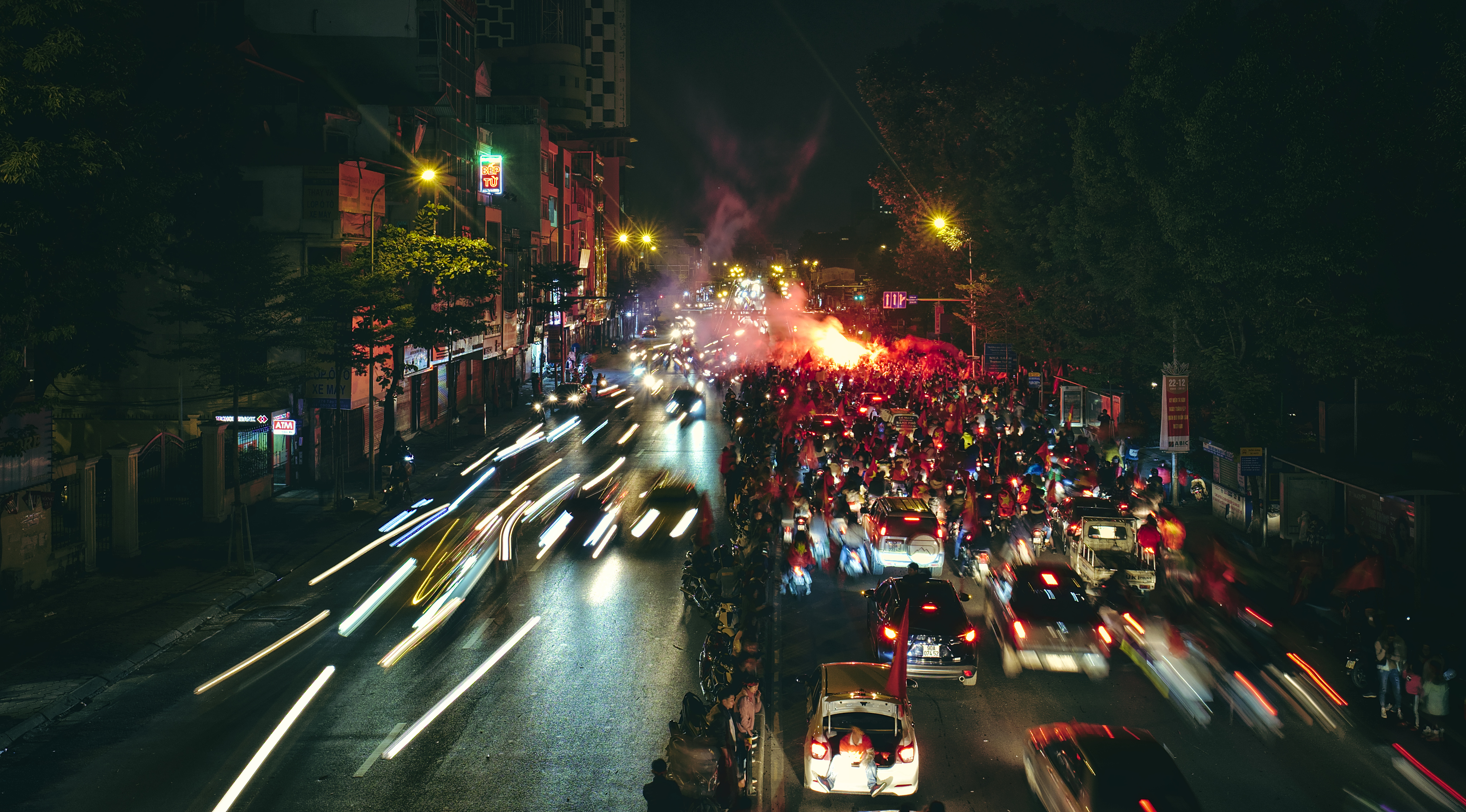
Một cuộc đi "bão" của người dân thủ đô Hà Nội sau trận đấu lượt về.

Chiến thắng trước Malaysia với tổng tỉ số 3–2 sau hai lượt trận chung kết đã giúp đội tuyển Việt Nam giành chức vô địch AFF Suzuki Cup 2018, đánh dấu lần thứ hai trong lịch sử đội tuyển bóng đá quốc gia của nước này giành được vị trí cao nhất tại giải đấu ở cấp độ khu vực, sau lần đầu tiên vào năm 2008. Dư luận Việt Nam đã tỏ ra rất vui mừng với thành tích này của đội tuyển, đặc biệt trong bối cảnh bóng đá Việt Nam đã lập nên nhiều thành tích ấn tượng trong năm 2018, trong đó, đội tuyển U-23 nước này đã lập nên kỳ tích "Thường Châu tuyết trắng" với vị trí á quân tại Giải vô địch bóng đá U-23 châu Á 2018 diễn ra vào đầu năm, và đạt vị trí thứ tư chung cuộc tại môn bóng đá nam ASIAD 18. Ngoài ra, trước khi giải đấu khởi tranh, đội tuyển nhận về nhiều kỳ vọng từ người hâm mộ bóng đá Việt Nam sau những thành tích đó.
Với thành tích bất bại trong toàn bộ giải đấu, gồm 6 trận thắng và 2 trận hòa, ghi được 15 bàn thắng và chỉ để thủng lưới 4 bàn, Việt Nam được đánh giá là đội tuyển có màn trình diễn ổn định và hiệu quả nhất giải. Tiền vệ Nguyễn Quang Hải, một trong những nhân tố nổi bật của đội tuyển, đã được vinh danh với hai danh hiệu cá nhân: Cầu thủ xuất sắc nhất trận chung kết lượt về và Cầu thủ xuất sắc nhất giải. Ngay sau khi trận chung kết lượt về kết thúc, nhiều cuộc "đi bão" ăn mừng chiến thắng đã nổ ra tại các địa điểm và thành phố lớn của Việt Nam như Hà Nội, Hải Phòng, Đà Nẵng, Thành phố Hồ Chí Minh, cùng nhiều địa phương khác. Các tuyến phố trung tâm đông nghẹt người và cờ đỏ sao vàng, tạo nên bầu không khí sôi động và đầy phấn khởi trên khắp cả nước. Chiến thắng của đội tuyển cũng thu hút sự quan tâm lớn từ các cấp lãnh đạo Việt Nam. Ngay sau khi tin chiến thắng của đội tuyển được truyền thông nhà nước Việt Nam đưa tin, Thủ tướng Chính phủ Nguyễn Xuân Phúc cùng các Phó Thủ tướng Chính phủ Vương Đình Huệ, Vũ Đức Đam và Nguyên Chủ tịch nước Trương Tấn Sang đã gửi lời chúc mừng đến toàn đội. Trong buổi gặp mặt tại Văn phòng Chính phủ sau đó, toàn bộ ban huấn luyện và các cầu thủ đã nhận được nhiều lời biểu dương từ lãnh đạo nhà nước, đồng thời được trao thưởng bởi nhiều cơ quan, doanh nghiệp và tổ chức xã hội trong nước. Tuyển Việt Nam cũng vinh dự được Chính phủ trao thưởng Huân chương Lao động hạng nhất vì thành tích này.
Trận đấu này còn thu hút nhiều sự chú ý tại Hàn Quốc, nơi HLV Park Hang-seo từng nhiều năm làm việc trước khi sang Việt Nam. Tầm ảnh hưởng của huấn luyện viên Park Hang-seo đã khiến cho Đài truyền hình SBS của nước này mua bản quyền phát sóng AFF Suzuki Cup 2018, nhưng chỉ phát sóng các trận đấu có sự góp mặt của đội tuyển Việt Nam. Khi đội tuyển liên tiếp giành chiến thắng và tiến vào chung kết, tỷ suất người xem các trận đấu của Việt Nam trên kênh này bất ngờ tăng mạnh, khiến cho nhà đài này phải thay đổi lịch phát sóng với việc tạm hoãn lịch phát sóng phim truyền hình để tường thuật trực tiếp trận đấu chung kết. Trận lượt đi ghi nhận tỷ suất trung bình 4,706%, đạt đỉnh 7% ở hiệp hai, trong khi trận lượt về đạt mức cao kỷ lục 16,31%, trở thành chương trình có tỷ suất người xem cao nhất của đài này kể từ năm 2010. Sau khi Việt Nam chính thức giành chức vô địch, Tổng thống Hàn Quốc Moon Jae-in đã gửi lời chúc mừng đến đội tuyển thông qua một bài đăng trên mạng xã hội Facebook. Nhiều nghệ sĩ và người nổi tiếng tại Hàn Quốc cũng đã gửi lời chúc mừng đến các cầu thủ Việt Nam. Truyền thông Hàn Quốc gọi thành tích của ông Park là một “phép màu,” nhấn mạnh tầm ảnh hưởng của ông đối với bóng đá khu vực. Một số bài viết đã ví AFF Cup như “World Cup của Đông Nam Á,” đồng thời gọi ông Park là “Rice Noodle Hiddink” (Hiddink ở xứ mì gạo), liên hệ tới huấn luyện viên Guus Hiddink – người từng đưa đội tuyển Hàn Quốc vào tới vòng bán kết của FIFA World Cup 2002. Nhiều tờ báo cũng mô tả chiến thắng của tuyển Việt Nam là “chức vô địch hoàn hảo” khi toàn đội không để thua bất kỳ trận đấu nào trong suốt giải đấu.
Ở chiều ngược lại, thất bại của đội tuyển Malaysia được truyền thông trong nước đánh giá là “khó nuốt trôi”, đặc biệt trong bối cảnh họ đã từng để thua chính Việt Nam ở vòng bảng. Sau trận đấu lượt về tại Hà Nội, nhiều cầu thủ Malaysia từ chối trả lời phỏng vấn, trong khi số ít tiếp xúc với báo chí cũng không giấu được sự thất vọng. Một số tờ báo Malaysia đã đăng tải những tiêu đề bày tỏ cảm xúc đau buồn, trong đó có dòng tít “Trái tim tan vỡ”, phản ánh sự tiếc nuối của người hâm mộ nước này. Một bài viết khác dành phần lớn nội dung để ca ngợi chiến thắng của đội tuyển Việt Nam, cho rằng “những chú Rồng vàng” đã vượt qua “những chú Hổ” để giành chúc vô địch giải đấu. Tuy nhiên, một số cổ động viên nước này còn tỏ ra rất phẫn nộ, đồng thời còn coi bàn thắng của Nguyễn Anh Đức ở trận đấu lượt về là "không hợp lệ", cho rằng cầu thủ này đã rơi vào vị trí việt vị.